# Dakar (attore)
Dakar, pseudonimo di Alejandro Barrera (Lima, 9 luglio 1921 – Roma, 14 settembre 2004), è stato un wrestler e attore peruviano.

## Biografia
È noto principalmente per aver interpretato due pellicole divenute dei film di culto, Zombi 2 (1979) e Zombi Holocaust (1980). Lavorò anche con Federico Fellini, interpretando un ruolo in Giulietta degli spiriti (1965), in Tre passi nel delirio (1967), nell'episodio Toby Dammit, e in Fellini Satyricon (1969). 
Lottatore e campione del mondo di lotta libera, combatté e perse contro Primo Carnera. Arrivò a Roma per combattere all'inizio degli anni sessanta e, a causa di problemi alle ginocchia, abbandonò la lotta per dedicarsi al cinema e alla chitarra. Suonava spesso insieme a Santino a El Trauco, il suo locale in via Fonte dell'Olio a piazza Santa Maria in Trastevere, locale in cui ospitò anche gli Inti-Illimani.

## Filmografia
- Sandok, il Maciste della jungla, regia di Umberto Lenzi (1964)
- I pirati della Malesia, regia di Umberto Lenzi (1964)
- La rivolta dei sette, regia di Alberto De Martino (1964)
- I tre sergenti del Bengala, regia di Umberto Lenzi (1964)
- Sette contro tutti, regia di Michele Lupo (1965)
- Due mafiosi contro Goldginger, regia di Giorgio Simonelli (1965)
- La montagna di luce, regia di Umberto Lenzi (1965)
- Agente 3S3 - Passaporto per l'inferno, regia di Sergio Sollima (1965)
- Giulietta degli spiriti, regia di Federico Fellini (1965)
- Mano di velluto, regia di Ettore Fecchi (1966)
- Un milione di dollari per 7 assassini, regia di Umberto Lenzi (1966)
- Toby Dammit, episodio di Tre passi nel delirio, regia di Federico Fellini (1967)
- Delitto a Posillipo, regia di Renato Parravicini (1967)
- ...4..3..2..1...morte, regia di Primo Zeglio (1967)
- Una lunga fila di croci, regia di Sergio Garrone (1969)
- Satyricon, regia di Federico Fellini (1969)
- Agguato sul Bosforo, regia di Luigi Batzella (1969)
- Le tigri di Mompracem, regia di Mario Sequi (1970)
- Salomè, regia di Carmelo Bene (1972)
- Concorde Affaire '79, regia di Ruggero Deodato (1979)
- Zombi 2, regia di Lucio Fulci (1979)
- Zombi Holocaust, regia di Marino Girolami (1980)
- Ator l'invincibile, regia di Joe D'Amato (1982)
- Pierino colpisce ancora, regia di Marino Girolami (1982)

## Prosa televisiva Rai
- La rappresentazione della caccia alla balena bianca Moby Dick, regia di Carlo Quartucci, trasmessa nel 1973.
- L'ultimo spettacolo di Nora Helmer, regia di Carlo Quartucci, trasmessa il 17 marzo 1980.